# Ploceus nigricollis
El tejedor cuellinegro (Ploceus nigricollis) es una especie de ave paseriforme de la familia Ploceidae propia del África ecuatorial.

## Taxonomía
La especie fue descrita cientificametne por Louis Jean Pierre Vieillot en 1805, con el nombre de Malimbus nigricollis. La descripción se basó en un espécimen que había recolectado Jean Perrein cerca de Malembo, en la provincia angoleña de Cabinda. El nombre de la especie nigricollis procede de la combinación de las palabras latinas niger (negro) y collis (cuello).
Se reconocen cuatro subespecies:
- Ploceus nigricollis nigricollis;
- Ploceus nigricollis brachypterus;

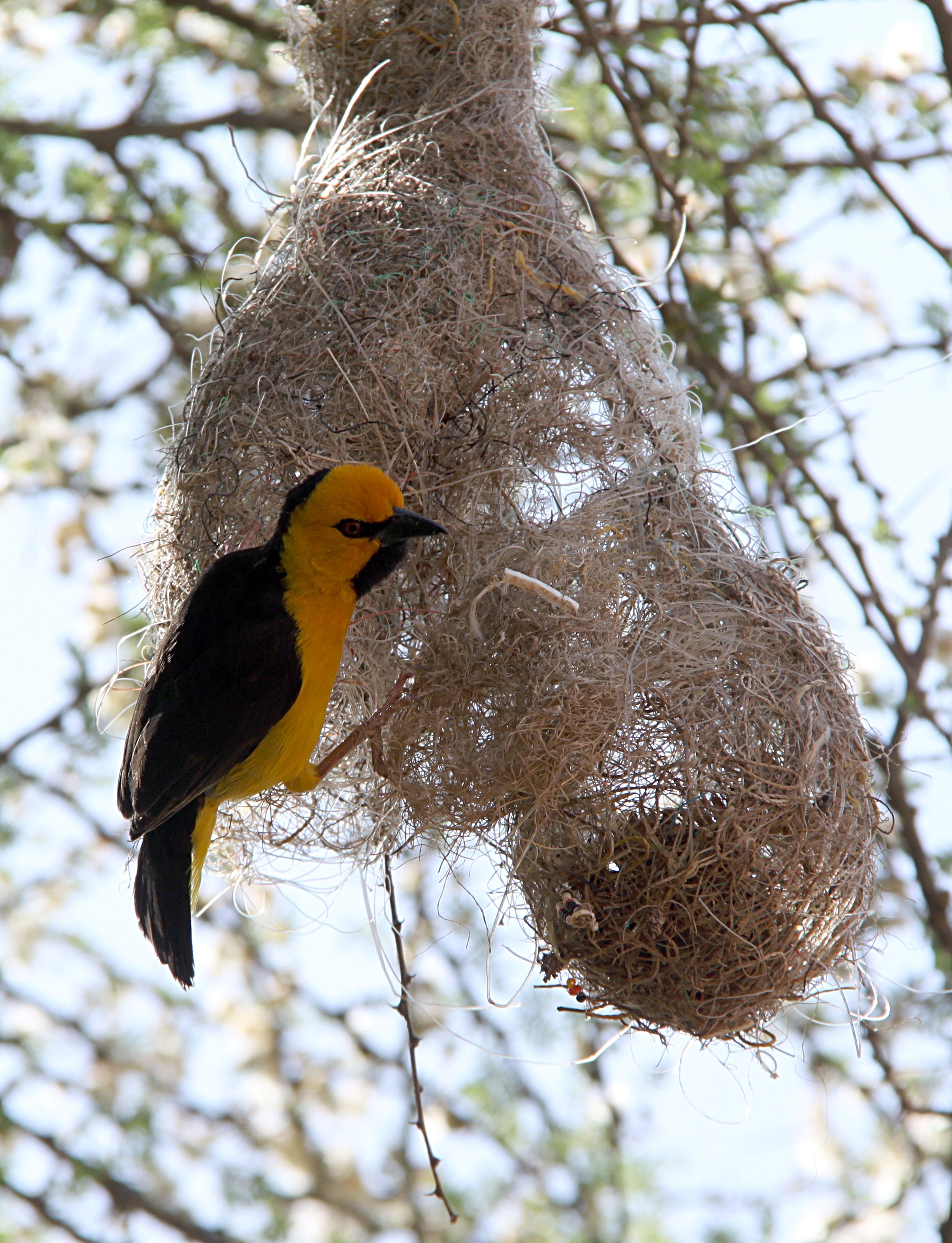
Ejemplar de P. n. melanoxanthus fabricando su nido.

- Ploceus nigricollis melanoxanthus;
- Ploceus nigricollis po.

## Descripción
El tejedor cuellinegro es un pájaro rechonco que mide unos 16 cm de largo y tiene un robusto pico cónico. El plumaje reproductivo del macho adulto de la subespecie septentrional tiene la espalda y las alas verdes oliváceas y la cabeza y partes inferiores amarillas. Presenta dos manchas negras, una que cruza sus ojos y lorum a modo de máscara y otra en la garganta. El iris de sus ojos es amarillo. Los machos no reproductivos tienen la cabeza amarilla, con el píleo oliváceo, y las partes superiores pardo grisáceas y las inferiores amarillentas.
La hembra adulta tiene las partes superiores oliváces y las inferiores amarillas. Presenta la máscara negra pero no la mancha negra de la garganta.
La subespecie del sur, de Nigeria hasta el este, tiene una apariencia bastante diferente. Tiene la espalda y la cola casi negras.

## Distribution y hábitat
Se encuentra en una amplia franja de África tropical, distribuido por África central y el África oriental húmeda, desde Camerún y el norte de Angola, hasta Sudán del Sur y Tanzania. Se encuentra en los bosques, especialmente de los hábitats húmedos. 

## Comportamiento
Se alimenta de semillas e insectos y alguna materia vegetal más. Construye un gran nido globular colgante trenzado con hierbas, con una entrata en la parte inferior. Suele poner de 2-3 huevos. Anida en parejas, pero fuera de la época de cría forma pequeñas bandadas.